# Эвре-Пасвик
Эвре-Пасвик (норв. Øvre Pasvik nasjonalpark) — самый близкий к границе России норвежский национальный парк. Расположен в южной части коммуны Сёр-Варангер, фюльке Финнмарк. Территорию парка занимают, преимущественно, девственные хвойные леса, невысокие холмы, а также Водно-болотные угодья. На момент образования парка в 1970 году, его территория составляла 63 км². В 2003 угодья парка были увеличены до 119 км².
Национальный парк является частью тайги, которая также простирается в соседних районах России и Финляндии. В 1992 году, через границу, в Печенгском районе Мурманской области России, по примеру Норвегии, был образован заповедник-близнец, государственный природный заповедник Пасвик. Соседний природный заповедник на территории Финляндии - Вятсяри был создан в 1991 году.

## Флора и Фауна
В Эвре-Пасвике доминируют нетронутые сосновые леса, с большим количеством упавших и мёртвых деревьев. А болотистый ландшафт насчитывает до 190 видов растений. Некоторые характерны только для этой части Финнмарка. В долине реки Паз имеется большая популяция бурых медведей. Росомаха, енотовидная собака, рысь и такие редкие виды животных, как средняя бурозубка, и лемминги также нашли заповедник своим надёжным убежищем.

## Туризм и отдых
Согласно правилам охраны национального парка, охота на территории заповедника запрещена. Но разрешена рыбалка, пеший туризм и все виды лыжного спорта. В частности, особой популярностью пользуется маршрут к перекатам Гренсефосс, в самой юго-восточной части коммуны Сёр-Варангер, проходящий вдоль линии границы с Россией, куда приезжают туристы со всего мира.